# Bang Bang (My Baby Shot Me Down)
| Оценки критиков | Оценки критиков |
| Источник        | Оценка          |
| --------------- | --------------- |
| AllMusic        | Без оценки      |

«Bang Bang (My Baby Shot Me Down)»  (с англ. — «Пиф-паф, мой милый застрелил меня») —  песня, которую американская певица Шер выпустила в 1966 году как второй сингл из своего второго альбома The Sonny Side of Chér. Автор песни — её муж на тот момент Сонни Боно.
В США в Billboard Hot 100 песня достигла 2 места (позади «(You’re My) Soul and Inspiration» группы The Righteous Brothers), в Великобритании поднялась на 3 место (в чарте UK Singles Chart).
Двадцатью годами позже Шер в альбоме Cher (1987) выпустила версию этой песни в стиле рок, спродюсированную Десмондом Чайлдом, Джоном Бон Джови и Ричи Самборой и с Джоном Бон Джови и Майклом Болтоном среди прочих на бэк-вокале.

## Кавер-версии
Песня также известна в исполнении Нэнси Синатры, которая включила её в свой альбом 1966 года How Does That Grab You?. В 2003 году её версия получила новый импульс популярности, когда прозвучала в открывающих титрах вышедшего в том году фильма Квентина Тарантино «Убить Билла. Фильм 1».
Фрэнк Синатра записал свою версию в 1981 году; она была издана в его альбоме She Shot Me Down.
В исполнении группы «Vanilla Fudge» песня входит в саундтрек фильма «Зодиак» (2007).
Итальянская группа Mandragora Scream записала кавер на эту песню и включила в свой альбом Volturna. Исполнила кавер вокалистка группы Морган Лакруа, а музыкой занимался композитор Терри Хорн.
Также, в частности, на итальянском языке эту песню записала Далида.
Исландская группа Kaleo исполнила[когда?] свою версию песни, исполненной в жанре блюз и фолк.
Американская рок-группа Nico Vega представила кавер-верcию композиции в альбоме Lead to Light , выпущенном в июле 2014 года.
В 2014 году кавер создал диджей Дэвид Гетта ("Shot Me Down ft. Skylar Grey").
В 2014 году Леди Гага исполнила свою версию песни для совместного с Тони Беннетом альбома «Cheek To Cheek».
Британская певица Дуа Липа записала свою версию Bang Bang специально для итальянского бренда одежды «Patrizia Pepe». Этот кавер Дуа включила в специальную итальянскую версию своего альбома Dua Lipa (2017).

## Чарты (версия Шер)
| Чарт (1966)                       | Наив. поз. |
| --------------------------------- | ---------- |
| Австралия                         | 11         |
| Австрия                           | 6          |
| Бельгия                           | 9          |
| Канада (RPM Top Singles)          | 4          |
| Нидерланды                        | 16         |
| ФРГ (Media Control Charts)        | 17         |
| Ирландия                          | 3          |
| Италия                            | 6          |
| Новая Зеландия                    | 2          |
| Польша                            | 15         |
| ЮАР                               | 10         |
| Швеция                            | 12         |
| Великобритания (UK Singles Chart) | 3          |
| США (Billboard Hot 100)           | 2          |
| США (Cash Box Top 100)            | 2          |

| Чарт (1966)                                                | Наив. поз. |
| ---------------------------------------------------------- | ---------- |
| Германия                                                   | 114        |
| Италия                                                     | 35         |
| Великобритания (UK Singles Chart, Official Charts Company) | 53         |
| США (Billboard Hot 100)                                    | 60         |